# Ernesto de Curtis
Ernesto de Curtis (Napels, 4 oktober 1875 - Napels, 31 december 1937) was een Italiaans componist. 
De Curtis was de zoon van Giuseppe De Curtis en Elisabetta Minnon. Hij was een achterkleinzoon van de componist Saverio Mercadante en de broer van dichter Giambattista de Curtis, met wie hij het lied "Torna a Surriento" schreef.  Hij studeerde piano en ontving zijn diploma van het Conservatorio di San Pietro a Majella di Napoli in Napels.  

## Werken
Tussen 1900 en 1930 schreef hij meer dan honderd liederen; naast "Torna a Surriento", zijn de bekendst gebleven liederen:
- "Tu ca nun chiagne"
- "Voce 'e notte"
- "Non ti scordar di me"
- "Mandulinata"
- "Duorme Carmé'"
- "Ti voglio tanto bene"